# 布奇基 (諾夫哥羅德-謝韋爾斯基區)
52°18′21″N 33°6′50″E / 52.30583°N 33.11389°E
布奇基（烏克蘭語：Бучки），是烏克蘭的村落，位於該國北部切爾尼戈夫州，由諾夫哥羅德-謝韋爾斯基區負責管轄，始建於1600年，面積1.16平方公里，海拔高度154米，2001年人口283。